# Hyblaea vasa
Hyblaea vasa is een vlinder uit de familie van de Hyblaeidae. De wetenschappelijke naam van de soort is voor het eerst geldig gepubliceerd in 1903 door Charles Swinhoe.